# Mòng biển Thái Bình Dương
Mòng biển Thái Bình Dương (danh pháp hai phần: Larus pacificus) là một loài mòng biển rất lớn, có nguồn gốc từ các bờ biển của Úc. Nó phổ biến vừa phải giữa Carnarvon ở phía tây, và Sydney ở phía đông, mặc dù nó đã trở nên khan hiếm ở một số vùng phía đông nam, như là một kết quả của sự cạnh tranh từ mòng biển Kelp, đã "tự nhập nội" từ những năm 1940.
Lớn hơn nhiều so mòng biển bạc ở khắp mọi nơi, và không phổ biến ở khu vực nào cả, mòng biển Thái Bình Dương thường được nhìn thấy một mình hoặc theo cặp, đi bộ quanh bờ biển, đều đặn tuần tra cao trên các cạnh của mép nước, hoặc (đôi khi) bay vọt lên cao trên những làn gió để thả một con động vật có vỏ cứng (tôm, cua, ốc) hoặc cầu gai xuống đá cho vỡ ra.
Mòng biển Thái Bình Dương lần đầu tiên được mô tả bởi nhà nghiên cứu chim tiếng Anh John Latham vào năm 1802 từ một bản vẽ Thomas Watling, tên địa phương đã được ghi nhận như Troo-gad-dill. Danh pháp cụ thể của nó đề cập đến Thái Bình Dương.
Hai phân loài được công nhận, loài chỉ định pacificus hiện diện từ bờ biển phía đông, và Georgii từ Nam Úc và Tây Úc. Chúng có tuyến muối mà tiết nước mặn thông qua các lỗ mũi.
Loài này có chiều dài từ 58 đến 66 cm và sải cánh khoảng 137 đến 157 cm. Chúng thường có trọng lượng từ 900 đến 1.180 g.

## Phân loài
- L. p. pacificus Latham, 1802
- L. p. georgis King, 1826